# Aeròdrom de Son Bonet
L'Aeròdrom de Son Bonet és un aeròdrom situat a Es Pont d'Inca al municipi de Marratxí, a 4 km del centre de Palma per la carretera comarcal Ma-13A, que uneix Palma amb Inca.
Es va inaugurar durant els anys 20 com a base militar, és durant el 1927 que es rep el primer vol comercial operat per Iberia LAE transformant-se en el primer aeroport de Mallorca.
Durant la Guerra Civil Espanyola es va habilitar com a base militar sota control italià. Durant aquest període va albergar els avions que s'encarregaven de bombardejar la rereguarda civil de Barcelona i València, conjuntament amb les bases de Sóller i Pollença.
Durant els anys 60 la construcció de l'Aeroport de Palma i la impossibilitat d'una ampliació, a causa de la proximitat de zones urbanes, va provocar que no arribessin més vols de caràcter comercial i militar, relegant l'aeroport a funcions d'aeròdrom.
Avui en dia l'aeroport és gestionat per l'ens públic Aena i s'utilitza amb finalitats eminentment recreatives (aeroclub i aviació general), amb un tràfic privat i d'escoles d'aviació. Compta amb 13.000 vols cada any.
Les instal·lacions actuals les conformen una pista d'asfalt, quatre hangars d'avionetes i diverses aules d'instrucció.
La línia 3 de la EMT disposa de parada d'autobús en les proximitats del recinte aeroportuari.